# Natasha Morrison
Natasha Morrison (17 de noviembre de 1992) es una deportista jamaicana que compite en atletismo, especialista en las carreras de velocidad.
Ganó tres medallas en el Campeonato Mundial de Atletismo entre los años 2015 y 2023, y una medalla de bronce en los Relevos Mundiales 2025.

## Palmarés internacional
| Campeonato Mundial | Campeonato Mundial    | Campeonato Mundial | Campeonato Mundial |
| Año                | Lugar                 | Medalla            | Prueba             |
| ------------------ | --------------------- | ------------------ | ------------------ |
| 2015               | Pekín (China)         | Medalla de oro     | 4 × 100 m          |
| 2017               | Londres (Reino Unido) | Medalla de bronce  | 4 × 100 m          |
| 2023               | Budapest (Hungría)    | Medalla de plata   | 4 × 100 m          |
| Relevos Mundiales  |                       |                    |                    |
| Año                | Lugar                 | Medalla            | Prueba             |
| 2025               | Cantón (China)        | Medalla de bronce  | 4 × 100 m          |